# كوتا هيرانو

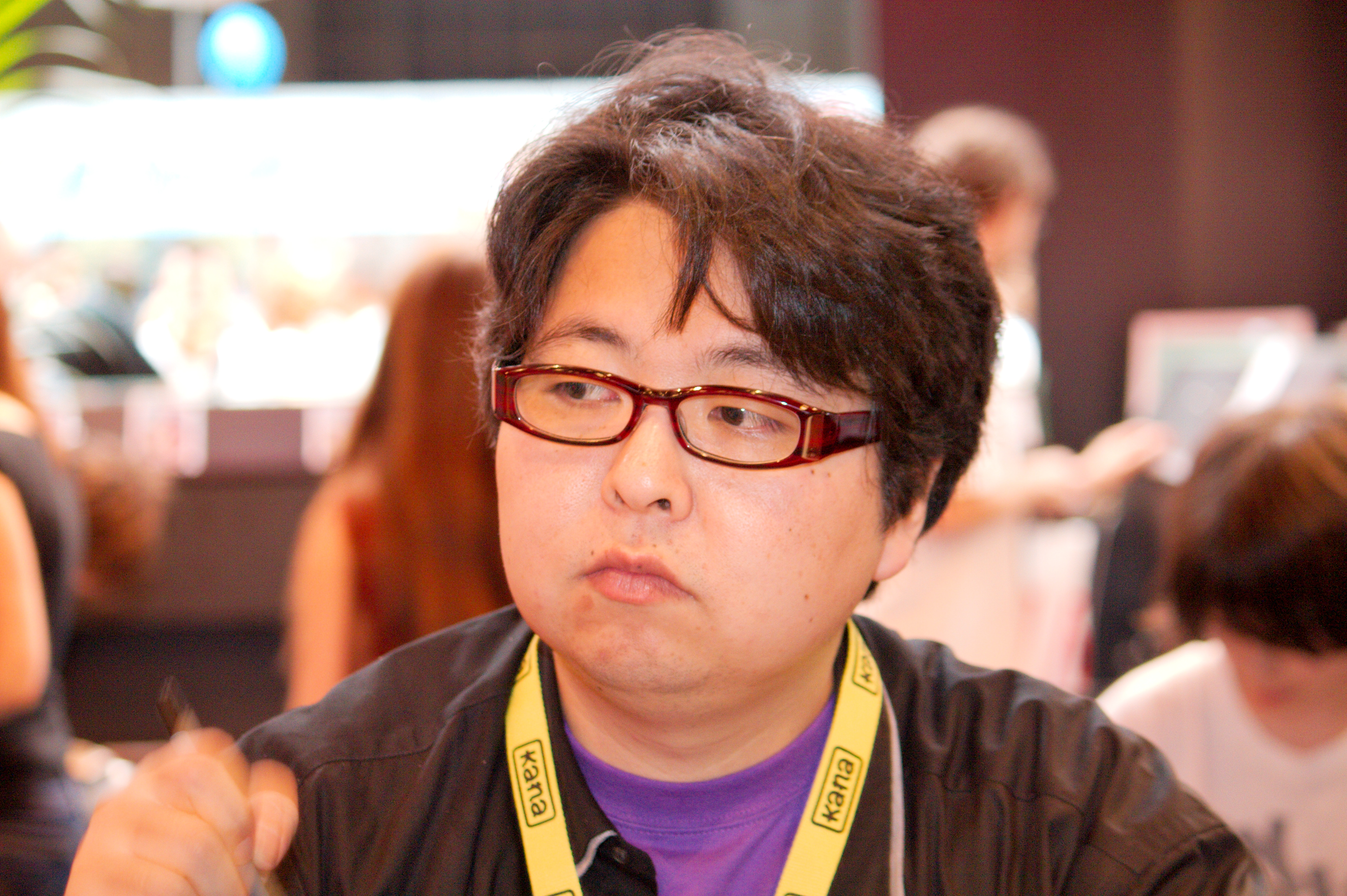

كوتا هيرانو ، 平野 耕 太 (ولد 14 يوليو 1973) هو فنان المانغا، ولد في أداتشي، طوكيو، اليابان، و هو شهير بعمله لمانغا هلسينغ.

## وصلات خارجية
كوتا هيرانو على موقع IMDb (الإنجليزية)
- كوتا هيرانو على موقع ألو سيني (الفرنسية)
- كوتا هيرانو على موقع قاعدة بيانات الفيلم (الإنجليزية)
- كوتا هيرانو على موقع كينوبويسك (الروسية)
- كوتا هيرانو على موقع ANN person (الإنجليزية)